# Limatola
Limatola ist eine italienische Gemeinde (comune) mit 4204 Einwohnern (Stand 31. Dezember 2023) in der Provinz Benevento in Kampanien. Die Gemeinde liegt etwa 32,5 Kilometer westlich von Benevento und etwa 9,5 Kilometer nordöstlich von Caserta. Limatola grenzt unmittelbar an die Provinz Caserta. Die nördliche Gemeindegrenze bildet der Volturno.